# Oussouye
Oussouye è un centro abitato del Senegal, situato nella Regione di Ziguinchor e capoluogo del Dipartimento di Oussouye.